# Barbara Paldus
Barbara Alice Paldus (* květen 1971 Kanada) je americko-kanadsko-česká světoobčanka,investorka, sériová podnikatelka, výkonná ředitelka a vědkyně s českými kořeny.
Od roku 1998 se teoreticky i komerčně zabývá vývojem technologických platforem určených pro měření a automatizaci v různých průmyslových odvětvích od monitorování klimatu až po biotechnologie a v těchto oblastech je držitelkou nebo spolumajitelkou více než 40 patentů (z toho více než 30 patentů je amerických). Ve Spojených státech amerických vybudovala Barbara Paldus prakticky od nuly několik prosperujících biotechnologických firem, jejichž přístroje resp. technologie například sloužily v době pandemie covidu-19 k velkovýrobě vakcín. V komerční sféře se specializuje na obchod, marketing, rozvoj podnikání a technologické inkubace. Disponuje praktickými zkušenostmi s rozvíjením lokálních i mezinárodních trhů v oblastech biologického zpracování, personalizované medicíny, buněčné terapie, biotechnologických kosmetických produktů a analytických technologických nástrojů.

## Život

### Rodinný původ
Barbara Paldus se narodila roku 1971 v Kanadě. Její matkou je Eva Zdena Bajer (provdaná Paldus), jejím otcem byl Josef Paldus (1935–2023), oba českoslovenští emigranti z roku 1968. Její matka Eva byla před emigrací z Československa zubní lékařkou v Praze. Její otec Josef Paldus působil v Československu od roku 1958 jako vědecký pracovník Ústavu fyzikální chemie ČSAV. Po opuštění Československa se v zahraničí po roce 1968 stal vysokoškolským učitelem na ontarijské University of Waterloo, kde pracoval až do roku 2001. Po několik desetiletí trvajícím působení v oboru kvantové a teoretické chemie a aplikované matematiky se Josef Paldus stal výraznou osobností světové vědy a expertem v řešení otázek týkajících se co nejpřesnějších postupů výpočtu vlastností atomů a molekul.

### Začátky
Rodiče Barbary původně chtěli, aby se věnovala hře na klavír, dokonce navštěvovala konzervatoř. Umělecká dráha pianistky ale Barbaře nevyhovovala, byla technicky zaměřená a jejím vzorem byla významná polská vědkyně Marie Curie-Skłodowská. Věnovala se tedy studiu technických oborů ale nehodlala kopírovat svého otce v oboru chemie. Studovala tedy vedle matematiky ještě elektrotechniku. Barbara Paldus se sice narodila v Kanadě, ale část života prožila i v Evropě. Ve Štrasburku strávila 2 roky, nějaký čas pobývala v Holandsku a též v Berlíně. Do komunistického Československa se ale odvážila až po sametové revoluci, kdy již byla dvacetiletá.[chybí lepší zdroj] Po skončení studií v Kanadě a USA zahájila budování vědecké a podnikatelské kariéry v Silicon Valley.[chybí lepší zdroj]

### Studia, jazyky
- Bakalářský titul v oboru aplikovaná matematika a elektrotechnika získala v roce 1993 na ontarijské University of Waterloo v Kanadě,[9] kde studovala v letech 1988 až 1993.[10]
- Na Stanfordově univerzitě nedaleko Palo Alto v Kalifornii v srdci Silicon Valley získala v roce 1994 titul Master of Science v oboru elektrotechniky (M.S.E.E.).[10]
- O čtyři roky později (v roce 1998) získala doktorát (PhD) v oboru elektrotechniky a elektroniky na Stanfordově univerzitě,[9] kde studovala v letech 1993 až 1998.[10][4]
- Barbara Paldus vyrůstala v Evropě i v Kanadě a hovoří plynně pěti jazyky.[4] Na úrovni rodilého mluvčího (nebo dvojjazyčného mluvčího) hovoří česky, anglicky a francouzsky, ovládá také němčinu a španělštinu.[10]

### Působení ve společnostech

#### Picarro
V témže roce, co získala doktorát (1998), založila společnost Picarro, kde po dva roky (v letech 1998 až 2000) působila jako technická ředitelka výzkumu. Práci v této firmě se věnovala ještě následujících pět let (v letech 2000 až 2005) ve funkci hlavní technologické ředitelky (zodpovídala za technologickou strategii, výzkum a rozvoj podnikání) a v pozici dočasné generální ředitelky. Firma pod jejím vedením se zabývala vývojem a uvedením na trh následujících položek:
- (2003) pevnolátkového laseru Cyan s vlnovou délkou 488 nm a
- (2004) produktů pro spektroskopii s dutinovým prstencem (cavity ring-down spectroscopy, zkratka CRDS).[p. 4]

#### Finesse Solutions
V letech 2003 až 2017 působila více než 13 let jako provozní partner společnosti Skymoon Ventures a v přibližně stejném období (2005 až 2017) byla spoluzakladatelkou a generální ředitelkou společnosti Finesse Solutions. V letech 2007 až 2012 dosáhla firma Finesse Solutions vysokého tempa růstu a na mezinárodních trzích se etablovala jako přední dodavatel automatizace a měření v oblasti jednorázového a laboratorního zpracování biologických materiálů. Firma Finesse Solutions změnila řízení procesů zavedením senzorů a prohloubením automatizace při zpracování biologických materiálů na jedno použití. Postupy přivedené na svět touto firmou pomohly snížit náklady a dobu nutnou k výrobě vakcín (včetně zrychlení produkce vakcín proti covidu-19), k produkci léčebných přípravků proti rakovině a v oblasti buněčné (genové) terapie. Barbara Paldus firmu Finesse Solutions v roce 2017 prodala společnosti Thermo Fisher Scientific za 225 milionů dolarů. (Mezi únorem 2017 až březnem 2018 zastávala v části firmy Thermo Fisher Scientific funkci viceprezidentky - generální ředitelky divize.)

#### Sekhmet Ventures
V březnu 2018 se Barbara Paldus stala zakladatelkou a vedoucí společnicí venture kapitálového fondu Sekhmet Ventures (Čistá krása a wellness s podporou vědy). Tento fond, se specializuje na společnosti s ženskými nebo různorodými zakladatelkami a vědecky podloženými řešeními v oblasti zdraví a wellness. Jedná se o vývoj produktů luxusní kosmetiky a kosmetických výrobků na péči o pleť, v jejichž základu fungují vědecky ověřené (a klinickými studiemi podepřené) mechanismy z oboru biologie, organické chemie či botaniky.

#### Codex Beauty Labs
Od roku 2018 zastává Barbara Paldus funkci zakladatelky a generální ředitelky biotechnologické společnosti Codex Beauty Labs. Tato společnost stojí na vědeckých základech založených na spolupráci technologů, chemiků, biologů a dermatologů s etnobotaniky. Některé výrobky jsou určeny i pro osoby   kožními onemocněními, jako je akné, lupénka, růžovka a různé ekzémy.

### Ocenění
Získala také řadu vyznamenání za úspěchy ve vědě, včetně medaile Adolpha Lomba pro rok 2001. Toto ocenění obdržela za vývoj, díky němuž se nová absorpční technika dutinové spektroskopie stává vysoce citlivou absolutní metodou pro stopovou analýzu druhů v plynné fázi.

### Nadační fond Neuron
Barbara Paldus je od roku 2022 mecenáškou a ambasadorkou vědeckého transferu Nadačního fondu Neuron na podporu vědy.